# Aimé Césaire
Aimé Césaire, född 26 juni 1913 i Basse-Pointe, Martinique, död 17 april 2008 i Fort-de-France, Martinique, var en martiniquisk-fransk författare, poet, dramatiker och politiker.

## Biografi
Césaire kom till Paris 1931 där han studerade på École Normale Supérieure. Han startade tidskriften L'etudiant noir och myntade uttrycket négritude samt var en av de tongivande i négrituderörelsen.
Han var också politiskt aktiv och representerade Martinique i franska nationalförsamlingen 1945–56 (för Franska kommunistpartiet) och från 1958 (för Parti Progressiste Martiniquais).
Senare, åter på Martinique, startade Césaire tidskriften Tropiques. Han blev även borgmästare i Fort-de-France, och mellan 1983 och 1988 var han president i Martiniques regionstyrelse.
Både som politiker och som diktare bekämpade han kolonialismen, och formellt anknyter hans lyrik med dess rika, våldsamma bildspråk till surrealism och afrikansk diktning, samtidigt som han ger uttryck för sina rasfränders bitterhet över århundradens förtryck och hopp om en fri värld, som han menar bara kan uppstå efter en katastrof.
Martinique Aimé Césaires internationella flygplats uppkallades 2007 efter Césaire.